# Meslières
Meslières är en kommun i departementet Doubs i regionen Bourgogne-Franche-Comté i östra Frankrike. Kommunen ligger i kantonen Hérimoncourt som tillhör arrondissementet Montbéliard. År 2022 hade Meslières 330 invånare.

## Befolkningsutveckling
Antalet invånare i kommunen Meslières
Referens:INSEE